# 西义顺
西义顺是在营口经商的山东黄县李家开设的营口“义”字联号产业的一个总体代称。“义”字号19世纪中国东北地区的一家联字商号，主要业务范围在现在的营口市。创始人为山东黄县遇家村李氏，经营时间为清乾隆三十五年（1770年）至民国十九年（1930年）。
李家最先是19世纪初由山东省黄县渡海来到现在东北的营口地区，在盖平县（现在的营口市盖县）开了一家叫义顺合的小店。后来又在田庄台（现在的营口市和盘锦市交界地区）开了一家叫义顺华的店，其后生意持续扩大。李家又在营口开设新店，由于位于原来家族发迹的小店“义顺合”的西边，所以叫「西义顺」。
西义顺在营口的经营日渐顺利，开设了20余分号，在东北地区的大连、开源、滨江等处也建设了分号。
1910年李家子孙的李恒春以西义顺的原有资本为主要资金发起创办“肇兴轮船股份有限公司”，经营现代航运业。
李恒春去世后，其四弟李恒端接任管理工作。李恒瑞陆续开办了振义生油坊、营口纺织厂、生生火柴厂、兴亚银行、肇泰水火保险公司、水道电气株式会社。这些企业是股份制公司，李家为大股东。
西义顺的资本额是旧营口市六大商号之首。西义顺，永远兴，天增栈，仁裕，兴茂福，通顺泰，营口六大商号这一说法出现于日本人井坂秀雄（南满洲铁道株式会社调查科职员）的《南满洲经济调查资料》一书的第五章。
甲午战争中，李家在田台庄的义顺华粮仓被日军烧毁。
1919年1月，营口义字号5处银楼倒闭。